# Prove di Mosè
Le Prove di Mosè sono un affresco (348,5x558 cm) di Sandro Botticelli e aiuti, realizzato tra il 1481 e il 1482 e facente parte della decorazione del registro mediano della Cappella Sistina in Vaticano. 

## Storia
Il 27 ottobre 1480 Botticelli, con altri importanti pittori fiorentini, partì alla volta di Roma dove era stato chiamato su consiglio di Lorenzo il Magnifico quale "ambasciatore" della superiorità culturale cittadina, in un progetto di riconciliazione con papa Sisto IV. I fiorentini iniziarono a lavorare alla cappella almeno dalla primavera del 1481, affiancandosi al già presente Perugino.
Il tema della decorazione era il parallelismo tra le Storie di Mosè e quelle di Cristo, che evidenziasse la continuità tra Vecchio e Nuovo Testamento e la trasmissione della legge divina dalle tavole della Legge al messaggio evangelico di Gesù, il quale poi scelse san Pietro come suo successore, legittimando il potere, la supremazia e l'infallibilità dei suoi successori, cioè i pontefici stessi. 
Botticelli, con numerosi aiuti che richiedeva la vastità di un'opera del genere, dipinse tre scene e il 17 febbraio 1482 vide rinnovato il proprio contratto per la decorazione di altri riquadri necessari al completamento della cappella. Il 20 dello stesso mese però morì suo padre, costringendolo a tornare a Firenze, da dove in seguito non ripartì.

## Descrizione

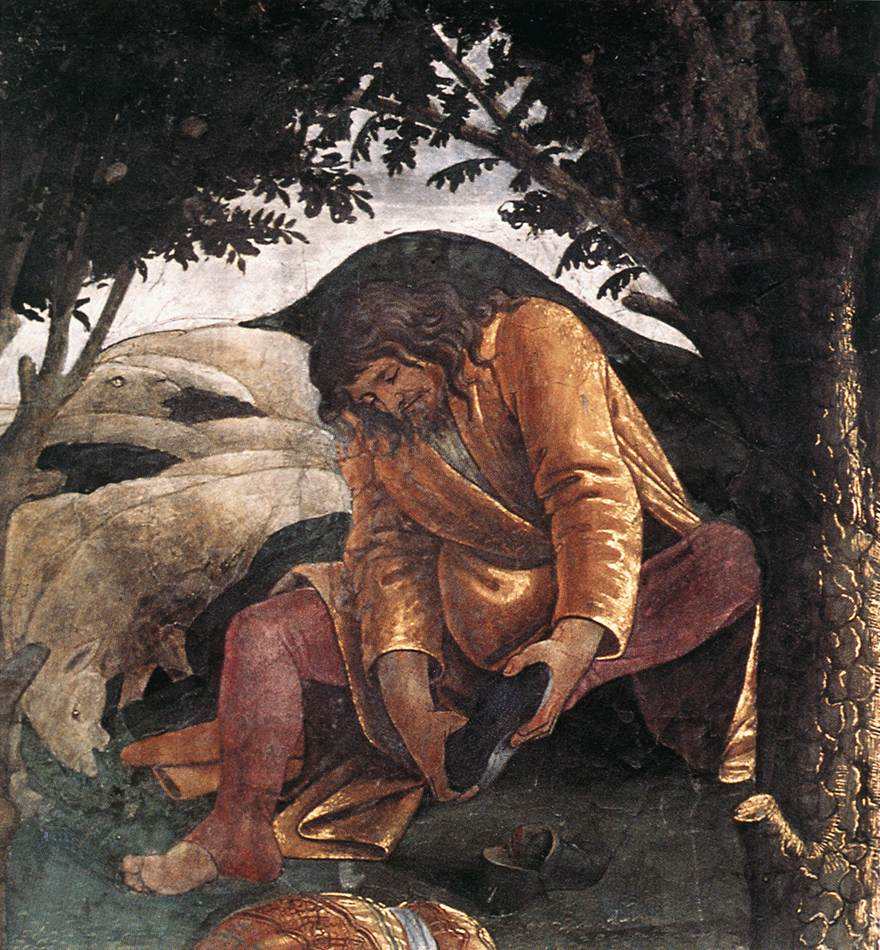
Dettaglio

La scena delle Prove di Mosè raffigura vari episodi della giovinezza di Mosè tratti dal Libro dell'Esodo ed ha evidenti parallelismi con la scena sulla parete opposta in posizione simmetrica, sempre di Botticelli, le Prove di Gesù. L'iscrizione sul fregio chiarisce il significato del dipinto: "TEMPTATIO MOISI LEGIS SCRIPTAE LATORIS".
Da destra si vede Mosè che uccide l'egiziano che aveva maltrattato un israelita e fugge nel deserto (per cui può essere visto come prefigurazione di Cristo che sconfigge il demonio); nell'episodio successivo combatte con i pastori che volevano impedire alle figlie di Ietro, tra cui è la sua futura moglie Sefora, di abbeverare il gregge al pozzo e attinge per loro l'acqua; nel terzo in alto a sinistra Mosè si toglie i calzari, poi si avvicina al roveto ardente e riceve da Dio la missione di tornare in Egitto e liberare il suo popolo; infine in basso a sinistra, egli guida il suo popolo verso la Terra Promessa.

## Stile

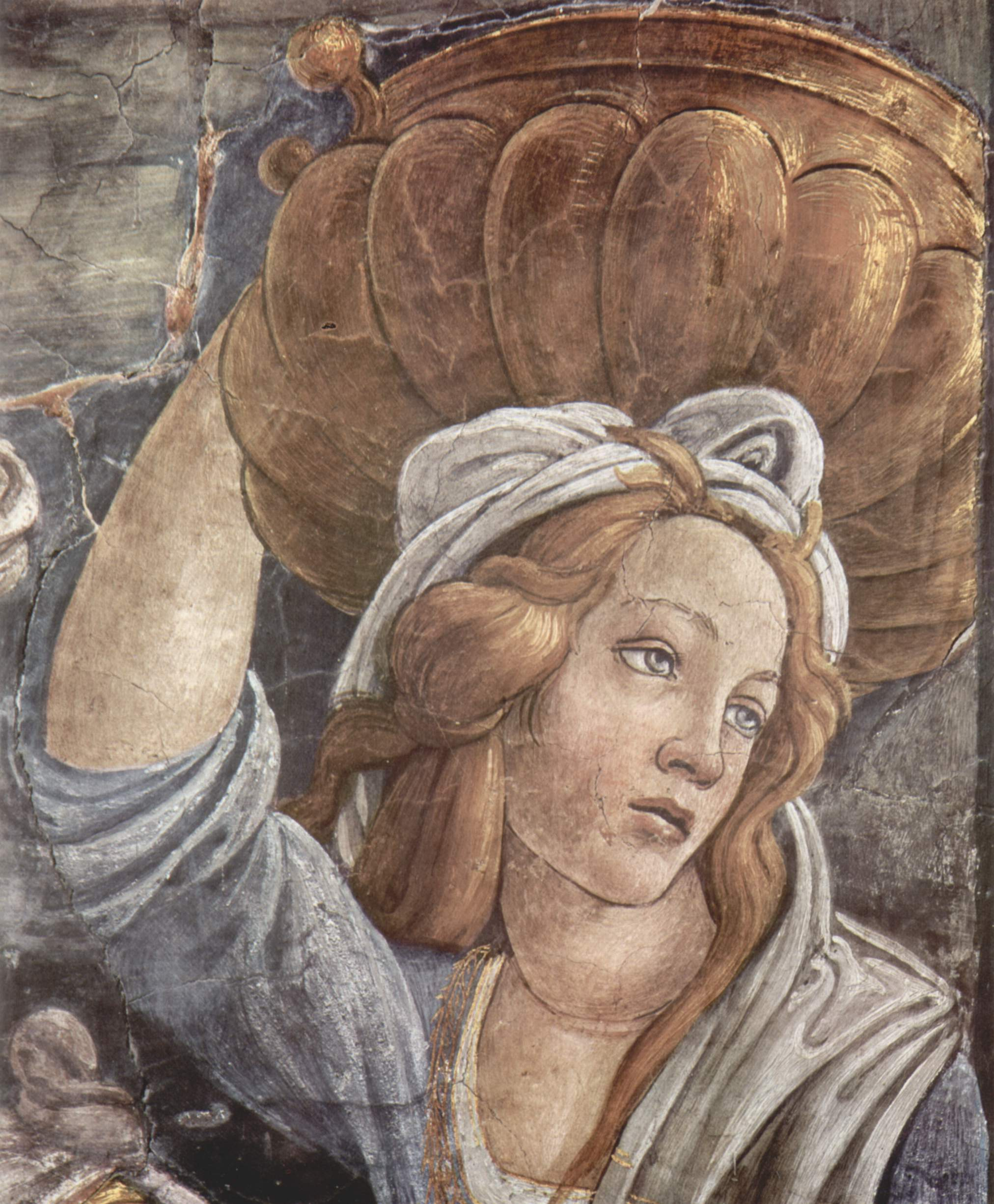
Volto femminile, forse Simonetta Vespucci

I pittori della Sistina si attennero a comuni convenzioni rappresentative in modo da far risultare il lavoro omogeneo, come l'uso di una stessa scala dimensionale, struttura ritmica e rappresentazione paesaggistica; inoltre utilizzarono accanto ad un'unica gamma cromatica le rifiniture in oro in modo da far risplendere le pitture con i bagliori delle torce e delle candele.
Dei tre episodi affrescati da Botticelli questo è il più coordinato nello svolgimento dei numerosi episodi che compongono la scena narrata. Mosè è sempre riconoscibile per la veste dorata e il mantello verde. 
Il tratto migliore resta però la vigoria dei ritratti e la ricchezza di invenzioni iconografiche, che però in alcuni casi formano un insieme frammentario, forse a causa dello spaesamento del pittore nell'operare su dimensioni e tematiche non congeniali e in un ambiente a lui estraneo.